# Rio da Várzea
Pour les articles homonymes, voir Rio da Várzea (homonymie).

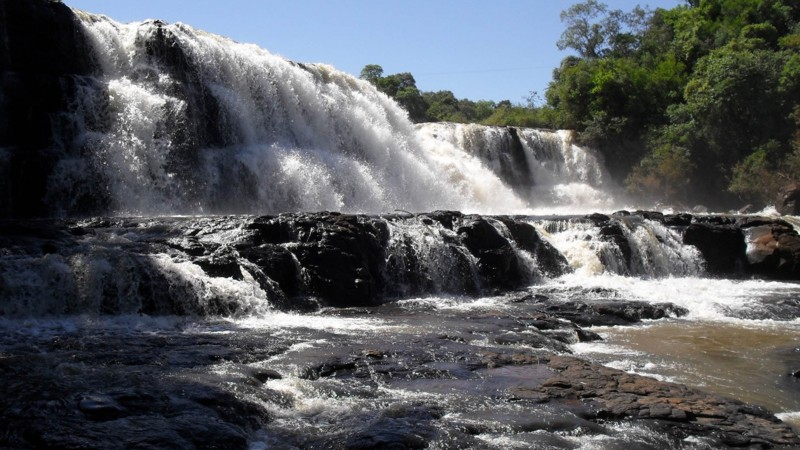
Rivière située à Rio Grande do Sul.

Le rio da Várzea (la « rivière du champ d'inondation ») est un cours d'eau brésilien de l'État du Rio Grande do Sul. 
C'est un affluent du rio Uruguay.